# Рыбаков фонд
«Рыбаков фонд» — частная филантропическая организация, созданная Екатериной Рыбаковой и Игорем Рыбаковым в 2015 году для развития социально-образовательной среды. «Рыбаков Фонд» — партнер международной ассоциации поддержки грантодателей WINGS, участник European Venture Philanthropy Association (EVPA) и Asian Venture Philanthropy Network (AVPN). В 2019 году журнал Forbes включил организацию в первый рейтинг топ-20 лучших благотворительных фондов богатейших бизнесменов России. Заявленная цель фонда — «сформировать в России традицию развития социума своими руками».

## О фонде

### История
Рыбаков фонд создан в декабре 2015 года предпринимателем Игорем Рыбаковым и его женой Екатериной для укрепления национальной экономики и увеличения социального капитала в России. В 2016 году фонд выделял три направления работы: развитие образования, развитие и популяризация предпринимательства, развитие инфраструктуры НКО. К 2019 году часть проектов, запущенных в рамках этих направлений, вышли из фонда и развиваются самостоятельно.
В январе 2018 года фонд был принят в Европейскую венчурную филантропическую ассоциацию.
В марте 2019 года Рыбаковы представили новую стратегию фонда, «Школа — центр социума», заявив, что фокусом работы фонда становится развитие социально-образовательной среды в школе и что миссия фонда — сформировать традицию развивать социум своими руками. Рыбаковы также анонсировали запуск новой премии Rybakov Prize с призовым фондом в $1 млн для деятеля, который покажет самый вдохновляющий пример реализации идеи школы как центра социума.
В 2019 году журнал Forbes включил фонд в первый рейтинг топ-20 лучших благотворительных фондов богатейших бизнесменов России.

### Бюджет
На стадии формирования Рыбаковы внесли в уставной капитал фонда 1 миллиард рублей. В марте 2019 года они объявили, что вкладывают в фонд ещё 1 миллиард рублей, и анонсировали, что в течение ближайших 10 лет направят дополнительные 5 миллиардов рублей в капитал фонда, чтобы он стал финансово устойчивым и независимым.

### Руководство
Президентами фонда были предприниматель Оскар Хартманн (2016), медиаменеджер Елена Ульянова (2017), Екатерина Рыбакова (с 2018 г.).

### Международное партнёрство
Рыбаков Фонд — партнёр международной ассоциации поддержки грантодателей WINGS, участник Европейской венчурной филантропической ассоциации (EVPA) и Азиатской сети венчурных филантропов (AVPN).

## Проекты фонда

### Образовательные проекты

#### Школьная программа
Осенью 2016 года фонд учредил ежегодный всероссийский конкурс для учителей-новаторов #іУчитель. Победители первых двух конкурсов получили гранты и посетили образовательную выставку Bett Show в Лондоне. По итогам третьего конкурса #іУчитель 50 учителей отправились на стажировку в школы Финляндии для изучения phenomenon-based learning — подхода к образованию, основанного на изучении комплексных явлений. В 2018 году трое участников конкурса создали собственный образовательный проект для учителей Geek Teachers и стали проводить фестиваль Geek Teachers Fest в разных городах, а также устраивать другие образовательные мероприятия при поддержке «Рыбаков Фонда».
Также в 2016 году фонд запустил проект «Национальная открытая школа», интернет-платформу с интерактивными видеоуроками для реализации т. н. смешанного обучения, в котором сочетаются традиционные уроки и обучение вне класса с помощью компьютеров и мобильных устройств.
В 2017 году фонд запустил всероссийский ежегодный конкурс «Территория образовательных проектов — Школа» (ТОПШкола) для поддержки школьных, учительских и ученических инициатив.
Онлайн-платформа Coreapp.ai вышла из акселерационной программы Рыбаков Фонда в апреле 2018 года и активно занимается цифровой трансформацией образовательных организаций в России.

#### Развитие дошкольного образования
Для поддержки дошкольного образования «Рыбаков Фонд» в 2016 году запустил инициативу «Университет детства», объединяющую несколько проектов:
- Всероссийский конкурс стипендий и грантов им. Л. С. Выготского (с ноября 2016 года)[22]. Конкурс также известен своей Летней школой, которую посещают педагоги и студенты, победившие в конкурсе[23].
- «Игра 4D: дети, движение, дружба, двор» (c 2016 года). Проект направлен на возрождение культуры детской подвижной игры. В рамках этого проекта проводятся одноимённые фестивали, которые организует команда фонда, совместно со специалистами Московского государственного психолого-педагогического университета[24] В июне 2019 года проект был представлен на конференции NAEYC 2019 Professional Learning Institute, которую организует американская Национальная ассоциация образования дошкольников[англ.][25].
- Программа дошкольного образования «ПРОдетей» (c 2017 года)[26] Особенностью программы, разработанной по принципам культурно-исторической психологии Выготского для развития мышления, саморегуляции, инициативы и самостоятельности, стал формат сюжетно-ролевой игры. В июле 2019 года программа была включена в перечень рекомендованных программ дошкольного образования Федерального института развития образования РАНХиГС[27].

#### Другие проекты
К числу других образовательных проектов фонда относятся:
- Ежегодная международная конференция по новым образовательным технологиям #EdCrunch, которая проводится фондом с НИТУ «МИСиС» при поддержке Минобразования (c 2014 года)[28]. Её участниками были основатель Wikimedia Foundation Джимми Уэйлс[29], руководитель EdX Анант Агарвал[30], евангелисты по образованию компаний Apple и Google Уильям Ранкин и Джейми Касап[31], автор книги о геймификации Ю-кай Чоу[32].
- Конкурс инноваций в образовании (КИвО) — проводится совместно с Институтом образования НИУ ВШЭ при поддержке Агентства стратегических инициатив (с 2014 года)[33].

### Поддержка предпринимательства

#### Развитие женского предпринимательства
В марте 2016 года фонд запустил программу «PRO Женщин» для поддержки женщин с лидерскими качествами, желающих заниматься предпринимательской и общественной деятельностью. Программа организована в форме двухмесячного группового курса с регулярными встречами.

#### Развитие предпринимательства среди школьников и студентов
В 2016 году фонд запустил проект «Национальная предпринимательская сеть» по созданию системы студенческих предпринимательских ячеек в российских вузах. Также в 2016 году Рыбаков Фонд поддержал проект Оскара Хартманна «Фонд Русской Экономики», предоставляющий студентам лидерские программы и целевые гранты на социальные проекты.
В 2016 году как аналог программы Enactus был создан проект «Преактум» — цифровая платформа и сеть студенческих проектных команд на базе российских вузов, которые при поддержке бизнеса реализуют бизнес-проекты с социальным уклоном. В апреле 2017 года в Москве прошёл международный форум, посвященный развитию предпринимательства, на котором было представлено несколько проектов в концепции устойчивого развития. Проект также проводит ежегодный конкурс университетских предпринимательских команд «Кубок Преактум». В 2019 году он проходил при поддержке Кружкового движения НТИ.

#### Поддержка растущих предпринимателей
В 2016 году «Рыбаков Фонд» создал закрытый бизнес-клуб «Эквиум» (бывший «Спутник»), бизнес-сообщество для руководителей и владельцев быстрорастущих предприятий. Летом 2019 года клуб работал в 7 регионах России, в нём состояли 192 предпринимателя.

### Поддержка НКО

#### Центр наставничества «Ментори»
Центр создан в 2016 году для развития института наставничества. Центр организовал два международных форума Global Mentori, а также подготовил и провёл серию курсов по наставничеству для педагогов.

#### Направление PhilTech
В июле 2017 года «Рыбаков Фонд» и бизнес-инкубатор Высшей школы экономики запустили первый в России бизнес-акселератор направления PhilTech (технологии для филантропии). С момента основания проекта через бизнес-акселератор прошло 3 потока команд предпринимателей.
В мае 2018 года представители «Рыбаков Фонда» провели секцию Philtech на конференции EMERGE в Минске совместно с Натальей Водяновой.

#### Организация сообществ
В апреле 2018 года «Рыбаков Фонд» и онлайн-школа Института «Стрелка» Vector совместно запустили курс «Как организовать сообщество» — первый онлайн-курс по комьюнити-органайзингу на русском языке.